# Ajub Szah Durrani
Ajub Szah Durrani (zm. 1837 w Lahaur) – władca Imperium Durrani w latach 1819–1823. 

## Życiorys
Jeden z synów Timura Szaha i jego pierwszej żony z klanu Popalzai. W 1818 roku proklamowany władcą Afganistanu przez przedstawicieli klanu Barkazai, nie objął tronu i mieszkał w swoim domu w Kabulu. Oficjalnie przejął władzę w 1819 roku, gdy zdetronizowano i zamordowano jego brata Alego Szaha Durrani. Ceremonia wstąpienia na tron odbyła się w cytadeli Bala Hisar pod Kabulem. W 1823 roku odsunięty od władzy i uwięziony przez przedstawicieli klanu Barkazai. Poddano go torturom, zmuszając do wydania zgromadzonych kosztowności i pieniędzy. Następnie zdołał zbiec do Lahaur w Pendżabie, gdzie pozostawał gościem maharadży Ranjita Singha. Zmarł ok. 1 października 1837 roku w Lahaur, prawdopodobnie jako ofiara morderstwa, i został tam pochowany.
Miał siedmiu synów.